# Michael J. Benton
Michael J. Benton (* 1956) je britský paleontolog a profesor vertebrátní paleontologie na Univerzitě v Bristolu. Zaměřuje se zejména na evoluci triasových plazů (archosaurů), zabývá se však také velkými vymíráními v geologické minulosti Země. Publikoval rovněž mnoho popularizačních knih o pravěku a působil jako odborný poradce při natáčení vědeckého dokumentu Putování s dinosaury.

## Dílo
- Sahney, S., Benton, M. J. and H. J. Falcon Lang (2010). Rainforest collapse triggered Pennsylvanian tetrapod diversification. Geology. 38: 1079-1082.
- Sahney, S., Benton, M. J. and Paul Ferry (2010). Links between global taxonomic diversity, ecological diversity and the expansion of vertebrates on land. Biology Letters.
- Benton, J. (2009). The Red Queen and the Court Jester: species diversity and the role of biotic and abiotic factors through time. Science 323, 728-732.